# Kuřecí tikka masala
Kuřecí tikka masala (anglicky chicken tikka masala) je v Británii populární kuřecí pokrm vycházející z indické kuchyně. Jedná se o kousky smaženého marinovaného kuřete (kuřecí tikka, pokrm původem z Paňdžábu) podávané s oranžově zbarvenou karí omáčkou (masala = kořeněná). Jako příloha se obvykle podává rýže. Existuje celá řada variant receptu včetně těch, které kuřecí maso nahrazují jinou základní surovinou. Původním autorem zřejmě byl skotský kuchař pákistánského původu Ali Ahmed Aslam.